# 박희문
박희문(2001년 1월 4일 ~ )은 대한민국의 사격 선수이다.